# Cokoviće
Cokoviće (izvirno srbsko Цоковиће) je naselje v Srbiji, ki upravno spada pod Mesto Novi Pazar; slednja pa je del Raškega upravnega okraja.

## Demografija
V naselju, katerega izvirno (srbsko-cirilično) ime je Цоковиће, živi 20 polnoletnih prebivalcev, pri čemer je njihova povprečna starost 63,9 let (61,6 pri moških in 66,1 pri ženskah). Naselje ima 11 gospodinjstev, pri čemer je povprečno število članov na gospodinjstvo 1,82.
To naselje je popolnoma srbsko (glede na rezultate popisa iz leta 2002).
|  |

| Demografija | Demografija     | Demografija     |
| Leto        | Št. prebivalcev | Št. prebivalcev |
| ----------- | --------------- | --------------- |
|             |                 |                 |
|             |                 |                 |
|             |                 |                 |
|             |                 |                 |
| 1948        | 190             |                 |
| 1953        | 244             |                 |
| 1961        | 247             |                 |
| 1971        | 203             |                 |
| 1981        | 111             |                 |
| 1991        | 54              | 54              |
| 2002        | 20              | 20              |
|             |                 |                 |

| Etnična sestava po popisu iz leta 2002 | Etnična sestava po popisu iz leta 2002 | Etnična sestava po popisu iz leta 2002 | Etnična sestava po popisu iz leta 2002 | Etnična sestava po popisu iz leta 2002 |
| -------------------------------------- | -------------------------------------- | -------------------------------------- | -------------------------------------- | -------------------------------------- |
| Srbi                                   | Srbi                                   |                                        | 20                                     | 100,0%                                 |
| Neznano                                | Neznano                                |                                        | 0                                      | 0,0%                                   |